# Audi A4 B6
På basis af anden generation B6 (type 8E) af Audi A4 blev der ud over Limousine (sedan) og Avant (stationcar) for første gang efter Audi Cabriolet fremstillet en cabriolet i den store mellemklasse (type 8H). Bilen afløste A4 B5 i november 2000, og blev i november 2004 afløst af A4 B7.

## Forandringer i forhold til forgængeren
Anden generation af A4 blev introduceret i Danmark i weekenden 24.-25. februar 2001, og adskilte sig fra forgængeren B5 gennem den høje sidelinje og en rundere afslutning af bagenden. Karrosseriet lignede dermed den større Audi A6. B6 var ca. 69 mm længere, 33 mm bredere og 13 mm højere end sin forgænger.
Den videreudviklede fireleddede foraksel bestod mest af aluminium. Benyttelsen af dette lette materiale muliggjorde en nedsættelse af undervognskomponenternes vægt med ca. 8,5 kg i forhold til B5.
Hvor forgængeren havde en bagaksel med forbundne led (forhjulstræk) hhv. dobbelte tværled (quattro-firehjulstræk), havde B6 i begge versioner en bagaksel med trapezled med adskilte fjedre og støddæmpere, som gav en bedre vejstabilitet.
Ud over nogle fra forgængeren kendte motorer kunne B6 fås med to nyudviklede benzinmotorer:
- En 2,0-liters firecylindret motor med 96 kW (130 hk) samt
- En 3,0-liters V6-motor med 162 kW (220 hk).

Begge disse motorer var fremstillet af aluminium og havde fem ventiler pr. cylinder.
Med B6-modellen kunne A4 for første gang fås med det trinløse automatgear Multitronic i kombination med forhjulstræk. Versioner med quattro-firehjulstræk kunne derimod kun fås med den femtrins konventionelle automatgearkasse Tiptronic, som i modsætning til forgængeren havde en ekstra gearstilling "S", som gav bilen sportslige gearskifte- og køreegenskaber. De hidtidige gearstillinger bortfaldt derved, men kunne fortsat vælges separat i "skiftekulissen".
Forbedret og videreudviklet blev også:
- Kollisionsikkerhedsegenskaberne.
- ESP og ABS,
- Bremsesystemet,
- Støjdæmpningen,
- Karrosseriets stivhed (45% mere end hos B5) samt
- Standard- og ekstraudstyret.

Dermed var B6 som standard udstyret med gardinairbagsystemet sideguard. Til forgængeren kunne disse ekstra airbags kun fås mod merpris.

## Karrosserivarianter
Ligesom forgængeren fandtes B6 også som Limousine (firedørs sedan) og Avant (femdørs stationcar).
B5 og B6's byggeperioder overlappede hinanden, idet stationcarversionen af forgængeren blev introduceret et år senere og dermed også blev bygget et år længere end den tilsvarende Limousine.
Fra april 2002 fandtes A4 også som cabriolet (type 8H), som havde plads til fire personer og blev hos bygget hos karrosserifabrikanten Karmann (Osnabrück) i Rheine i Nordrhein-Westfalen. Hidtil fandtes kun Audi Cabriolet på basis af Audi 80. Ligesom forgængeren havde A4 Cabriolet stofkaleche med automatisk lukkefunktion. Designet på A4 Cabriolet afveg på grund af det modificerede karrosseri fra Limousine, så f.eks. kofangerne og for- og baglygterne var anderledes. I kabinen var der ligeledes nye designelementer som f.eks.:
- Runde ventilationsdyser med kromringe,
- Dybere placerede instrumenter i kombiinstrumentet,
- Ekstra fralægningsrum i midterkonsollen over radioen samt
- Dørbeklædninger med modificeret armlæn og højttalerafdækninger.

- A4 Limousine bagfra
- Audi A4 Avant (2001–2004)
- Audi A4 Cabriolet (2002–2006)

## Drivlinje
Audi A4 var som standard udstyret med forhjulstræk. Som ekstraudstyr kunne diverse motorer dog i stedet kombineres med firehjulstræksystemet quattro. På S-modellerne var firehjulstrækket standardudstyr.

## Byggetid
- Limousine: November 2000 − november 2004
- Avant: September 2001 − november 2004
- Cabriolet: April 2002 − januar 2006

Selv om Limousine og Avant kun blev bygget ca. fire år, forlod 1.200.852 biler samlebåndet. Heraf var 482.633 Avant'er, hvilket svarede til en andel på 40,2%.

## Ændringer
Optisk blev B6-modellen i løbet af sin byggetid kun ændret ganske lidt. Fra midten af 2003 var kofangerne og sidelisterne som standard lakeret i bilens farve (hidtil ekstraudstyr). Automatgearet Multitronic fik ligeledes den fra Tiptronic kendte skiftestilling "S", som muliggjorde sportsligere køreegenskaber. I slutningen af 2003 fik modellen et nyt navigationssystem med 6,5" farveskærm (hidtil 5"), dvd-drev, MMI-betjeningslogik, mp3-afspiller og to pladser til SD Memory Cards, og xenonforlygterne (kun nærlys), som var ekstraudstyr, blev afløst af bixenonforlygter (både nær- og fjernlys).
De fleste modifikationer var tekniske, bl.a. at radioantennen på Avant blev integreret i de bageste sideruder, og for 1,9-liters dieselmotoren med 130 hk at femtrinsgearkassen udgik, og at sekstrinsgearkassen fik forbedret synkroniseringen i 1., 2. og 3. gear.
Til denne generation af A4 kunne der for første gang leveres forskellige "S line"-udstyrspakker, som gav bilen en sportsligere karakter. De forskellige udstyrspakker indeholdt bl.a. sportsundervogn-, -sæder og -rat, 17" eller 18" hjul samt en eksteriørpakke, som var rettet mod de sportslige S- og RS-modeller. Eksteriørpakken indeholdt bl.a. modificerede kofangere og en lille hækspoiler på bagagerumsklappen (hhv. på Avant-modellerne en tagkantspoiler).
På den tekniske side fik nogle motorer øget deres effekt og forbedret emissionsværdier og udstødningsnormer.
Et egentligt facelift fandt sted med introduktionen af den næste modelserie, B7.
- Audi A4 med S-line eksteriørpakke
- Bagfra
- Interiør

## Modelvarianter
S4-modellen i denne modelserie kom på markedet i starten af 2003 som Limousine og Avant, begge med 253 kW (344 hk).
I starten af 2004 blev S4 Cabriolet med samme effekt introduceret. I modsætning til forgængeren, som var udstyret med en V6-motor med biturbo, havde B6 en V8-sugemotor på 4,2 liter. Der blev ikke bygget nogen RS4 på basis af B6.

## Sikkerhed
Modellen opnåede fire stjerner ud af fem mulige i Euro NCAP's kollisionstest i 2001.
Det svenske forsikringsselskab Folksam vurderer flere forskellige bilmodeller ud fra oplysninger fra virkelige ulykker, hvorved risikoen for død eller invaliditet i tilfælde af en ulykke måles. I rapporterne er/var A4 i årgangene 2001 til 2006 klassificeret som følger:
- 2013: Mindst 40% bedre end middelbilen[4]

## Tekniske data

### Benzinmotorer
|                                                | 1,6                  | 1,8 T                                       | 1,8 T                                       | 1,8 T                           | 2,0                             | 2,0 FSI                         | 2,4                             | 3,0                                                         | S4                                    |
| Byggeår                                        | 11/2000–11/2004      | 11/2000–7/2002                              | 7/2002–11/2004                              | 11/2002–11/2004                 | 11/2000–11/2004                 | 7/2002–11/2004                  | 9/2001–11/2004                  | 11/2000–11/2004                                             | 3/2003–11/2004                        |
| Motordata                                      |                      |                                             |                                             |                                 |                                 |                                 |                                 |                                                             |                                       |
| Motorkendebogstaver                            | ALZ                  | AVJ                                         | BFB                                         | BEX                             | ALT                             | AWA                             | BDV                             | ASN                                                         | BBK                                   |
| Motortype                                      | R4-benzinmotor       | R4-benzinmotor                              | R4-benzinmotor                              | R4-benzinmotor                  | R4-benzinmotor                  | R4-benzinmotor                  | V6-benzinmotor                  | V6-benzinmotor                                              | V8-benzinmotor                        |
| Antal ventiler pr. cylinder                    | 2                    | 5                                           | 5                                           | 5                               | 5                               | 4                               | 5                               | 5                                                           | 5                                     |
| Ventilstyring                                  | OHC, tandrem         | DOHC, tandrem                               | DOHC, tandrem                               | DOHC, tandrem                   | DOHC, tandrem/kæde              | DOHC, tandrem/kæde              | 2 × DOHC, tandrem               | 2 × DOHC, tandrem                                           | 2 × DOHC, kæde                        |
| Fødesystem                                     | Multipoint           | Multipoint                                  | Multipoint                                  | Multipoint                      | Multipoint                      | Direkte                         | Multipoint                      | Multipoint                                                  | Multipoint                            |
| Trykladning                                    | –                    | Turbolader, ladeluftkøler                   | Turbolader, ladeluftkøler                   | Turbolader, ladeluftkøler       | –                               | –                               | –                               | –                                                           | –                                     |
| Køling                                         | Vandkøling           | Vandkøling                                  | Vandkøling                                  | Vandkøling                      | Vandkøling                      | Vandkøling                      | Vandkøling                      | Vandkøling                                                  | Vandkøling                            |
| Boring × slaglængde                            | 81,0 × 77,4 mm       | 81,0 × 86,4 mm                              | 81,0 × 86,4 mm                              | 81,0 × 86,4 mm                  | 82,5 × 92,8 mm                  | 82,5 × 92,8 mm                  | 81,0 × 77,4 mm                  | 82,5 × 92,8 mm                                              | 84,5 × 92,8 mm                        |
| Slagvolume                                     | 1595 cm³             | 1781 cm³                                    | 1781 cm³                                    | 1781 cm³                        | 1984 cm³                        | 1984 cm³                        | 2393 cm³                        | 2976 cm³                                                    | 4163 cm³                              |
| Kompressionsforhold                            | 10,3:1               | 9,3:1                                       | 9,3:1                                       | 9,3:1                           | 10,3:1                          | 11,5:1                          | 10,5:1                          | 10,5:1                                                      | 11,0:1                                |
| Maks. effekt ved omdr./min.                    | 75 kW (102 hk) /5600 | 110 kW (150 hk)1 /5700                      | 120 kW (163 hk)1 /5700                      | 140 kW (190 hk) /5700           | 96 kW (130 hk) /5700            | 110 kW (150 hk) /6000           | 125 kW (170 hk)2 /6000          | 162 kW (220 hk)3 /6300                                      | 253 kW (344 hk) /7000                 |
| Maks. drejningsmoment ved omdr./min.           | 148 Nm /3800         | 210 Nm /1750−4600                           | 225 Nm /1950−4700                           | 240 Nm /1980−5400               | 195 Nm /3300                    | 200 Nm /3250−4250               | 230 Nm /3200                    | 300 Nm /3200                                                | 410 Nm /3500                          |
| Kraftoverførsel                                |                      |                                             |                                             |                                 |                                 |                                 |                                 |                                                             |                                       |
| Drivende hjul (standardudstyr)                 | Forhjul              | Forhjul                                     | Forhjul                                     | Forhjul                         | Forhjul                         | Forhjul                         | Forhjul                         | Forhjul                                                     | Alle                                  |
| Drivende hjul (ekstraudstyr)                   | –                    | Alle                                        | Alle                                        | Alle                            | –                               | –                               | –                               | Alle                                                        | –                                     |
| Gearkasse, standardudstyr                      | 5-trins manuel       | 5-trins manuel                              | 5-trins manuel4                             | 6-trins manuel                  | 5-trins manuel                  | 5-trins manuel                  | 5-trins manuel                  | 5-trins manuel4                                             | 6-trins manuel                        |
| Gearkasse, ekstraudstyr                        | –                    | Multitronic                                 | Multitronic                                 | –                               | Multitronic5                    | Multitronic5                    | Multitronic5                    | Multitronic5                                                | 6-trins Tiptronic6                    |
| Præstationer (Limousine)7                      |                      |                                             |                                             |                                 |                                 |                                 |                                 |                                                             |                                       |
| Topfart                                        | 190 km/t             | 222 km/t (219 km/t) [220 km/t]              | 228 km/t (223 km/t) [226 km/t]              | 237 km/t [234 km/t]             | 212 km/t (205 km/t)             | 218 km/t (210 km/t)             | 226 km/t (222 km/t)             | 245 km/t (238 km/t) [243 km/t] [(238 km/t)]                 | [250 km/t]                            |
| Acceleration 0-100 km/t                        | 12,6 sek.            | 8,9 sek. (9,2 sek.) [8,9 sek.]              | 8,6 sek. (8,6 sek.) [8,7 sek.]              | 8,2 sek. [8,3 sek.]             | 9,9 sek. (10,2 sek.)            | 9,6 sek. (9,9 sek.)             | 8,8 sek. (8,9 sek.)             | 6,9 sek. (6,9 sek.) [6,9 sek.] [(8,7 sek.)]                 | [5,6 sek.]                            |
| Brændstofforbrug pr. 100 km ved blandet kørsel | 7,7 liter Blyfri 95  | 8,2 liter (8,2 liter) [9,2 liter] Blyfri 95 | 8,2 liter (8,2 liter) [9,2 liter] Blyfri 95 | 8,6 liter [9,4 liter] Blyfri 95 | 7,9 liter (7,9 liter) Blyfri 95 | 7,1 liter (7,8 liter) Blyfri 98 | 9,5 liter (9,3 liter) Blyfri 95 | 9,5 liter (9,4 liter) [11,1 liter] [(10,8 liter)] Blyfri 98 | [13,3 liter] Blyfri 98                |
| CO2-udslip ved blandet kørsel                  | 185 g/km             | 197 g/km (197 g/km) [221 g/km]              | 197 g/km (197 g/km) [221 g/km]              | 206 g/km [226 g/km]             | 190 g/km (190 g/km)             | 170 g/km (196 g/km)             | 228 g/km (223 g/km)             | 228 g/km (226 g/km) [266 g/km] [(259 g/km)]                 | [321 g/km]                            |
| Præstationer (Avant)7                          |                      |                                             |                                             |                                 |                                 |                                 |                                 |                                                             |                                       |
| Topfart                                        | 186 km/t             | 219 km/t (216 km/t)                         | 225 km/t (220 km/t) [223 km/t]              | 232 km/t [230 km/t]             | 208 km/t (202 km/t)             | 214 km/t                        | 223 km/t (219 km/t)             | 243 km/t (236 km/t) [241 km/t] [(236 km/t)]                 | [250 km/t]                            |
| Acceleration 0-100 km/t                        | 13,2 sek.            | 9,1 sek. (9,5 sek.)                         | 8,8 sek. (8,9 sek.) [8,9 sek.]              | 8,4 sek. [8,5 sek.]             | 10,1 sek. (10,5 sek.)           | 9,9 sek.                        | 9,1 sek. (9,2 sek.)             | 7,1 sek. (7,1 sek.) [7,3 sek.] [(8,9 sek.)]                 | [5,8 sek.]                            |
| Brændstofforbrug pr. 100 km ved blandet kørsel | 7,8 liter Blyfri 95  | 8,2 liter (8,3 liter) Blyfri 95             | 8,2 liter (8,3 liter) [9,2 liter] Blyfri 95 | 8,7 liter [9,4 liter] Blyfri 95 | 8,0 liter (7,9 liter) Blyfri 95 | 7,1 liter Blyfri 98             | 9,6 liter (9,3 liter) Blyfri 95 | 9,6 liter (9,4 liter) [11,2 liter] [(10,8 liter)] Blyfri 98 | [13,4 liter] Blyfri 98                |
| CO2-udslip ved blandet kørsel                  | 187 g/km             | 197 g/km (199 g/km)                         | 197 g/km (199 g/km) [221 g/km]              | 209 g/km [226 g/km]             | 192 g/km (190 g/km)             | 170 g/km                        | 230 g/km (223 g/km)             | 230 g/km (226 g/km) [269 g/km] [(259 g/km)]                 | [322 g/km]                            |
| Præstationer (Cabriolet)7                      |                      |                                             |                                             |                                 |                                 |                                 |                                 |                                                             |                                       |
| Topfart                                        | –                    | –                                           | 226 km/t (219 km/t) [222 km/t]              | –                               | 208 km/t                        | –                               | 224 km/t (219 km/t)             | 243 km/t (234 km/t) [241 km/t] [(238 km/t]                  | [250 km/t] [(250 km/t)]               |
| Acceleration 0-100 km/t                        | –                    | –                                           | 9,4 sek. (9,3 sek.) [9,5 sek.]              | –                               | 10,9 sek.                       | –                               | 9,7 sek. (9,8 sek.)             | 7,8 sek. (7,8 sek.) [7,9 sek.] [(9,7 sek.)]                 | [5,9 sek.] [(6,2 sek.)]               |
| Brændstofforbrug pr. 100 km ved blandet kørsel | –                    | –                                           | 8,5 liter (8,5 liter) [9,4 liter] Blyfri 95 | –                               | 8,6 liter Blyfri 95             | –                               | 9,7 liter (9,6 liter) Blyfri 95 | 9,9 liter (9,7 liter) [11,1 liter] [(11,3 liter)] Blyfri 98 | [13,8 liter] [(12,6 liter)] Blyfri 98 |
| CO2-udslip ved blandet kørsel                  | –                    | –                                           | 204 g/km (204 g/km) [226 g/km]              | –                               | 206 g/km                        | –                               | 223 g/km (229 g/km)             | 238 g/km (233 g/km) [266 g/km] [(271 g/km)]                 | [331 g/km] [(302 g/km)]               |
| Bemærkninger                                   |                      |                                             |                                             |                                 |                                 |                                 |                                 |                                                             |                                       |
|                                                |                      |                                             |                                             |                                 |                                 | Ikke egnet til E10-brændstof    |                                 |                                                             |                                       |

### Dieselmotorer
|                                                | 1,9 TDI                   | 1,9 TDI                   | 1,9 TDI1                  | 1,9 TDI1                     | 2,5 TDI                      | 2,5 TDI                      | 2,5 TDI                   | 2,5 TDI                   | 2,5 TDI1                         |
| Byggeår                                        | 5/2001–11/2004            | 6/2004–11/2004            | 11/2000–6/2003            | 11/2000–11/2004              | 4/2001–6/2002                | 7/2002–5/2003                | 6/2003–11/2004            | 6/2003–11/2004            | 11/2000–11/2004                  |
| Motordata                                      |                           |                           |                           |                              |                              |                              |                           |                           |                                  |
| Motorkendebogstaver                            | AVB                       | BKE                       | AWX                       | AVF                          | AYM                          | BFC                          | BCZ                       | BDG                       | AKE, BDH, BAU                    |
| Motortype                                      | R4-dieselmotor            | R4-dieselmotor            | R4-dieselmotor            | R4-dieselmotor               | V6-dieselmotor               | V6-dieselmotor               | V6-dieselmotor            | V6-dieselmotor            | V6-dieselmotor                   |
| Antal ventiler pr. cylinder                    | 2                         | 2                         | 2                         | 2                            | 4                            | 4                            | 4                         | 4                         | 4                                |
| Ventilstyring                                  | OHC, tandrem              | OHC, tandrem              | OHC, tandrem              | OHC, tandrem                 | DOHC, tandhjul/tandrem       | DOHC, tandhjul/tandrem       | DOHC, tandhjul/tandrem    | DOHC, tandhjul/tandrem    | DOHC, tandhjul/tandrem           |
| Fødesystem                                     | Pumpe/dyse                | Pumpe/dyse                | Pumpe/dyse                | Pumpe/dyse                   | Direkte                      | Direkte                      | Direkte                   | Direkte                   | Direkte                          |
| Trykladning                                    | Turbolader, ladeluftkøler | Turbolader, ladeluftkøler | Turbolader, ladeluftkøler | Turbolader, ladeluftkøler    | Turbolader, ladeluftkøler    | Turbolader, ladeluftkøler    | Turbolader, ladeluftkøler | Turbolader, ladeluftkøler | Turbolader, ladeluftkøler        |
| Køling                                         | Vandkøling                | Vandkøling                | Vandkøling                | Vandkøling                   | Vandkøling                   | Vandkøling                   | Vandkøling                | Vandkøling                | Vandkøling                       |
| Boring × slaglængde                            | 79,5 × 95,5 mm            | 79,5 × 95,5 mm            | 79,5 × 95,5 mm            | 79,5 × 95,5 mm               | 78,3 × 86,4 mm               | 78,3 × 86,4 mm               | 78,3 × 86,4 mm            | 78,3 × 86,4 mm            | 78,3 × 86,4 mm                   |
| Slagvolume                                     | 1896 cm³                  | 1896 cm³                  | 1896 cm³                  | 1896 cm³                     | 2496 cm³                     | 2496 cm³                     | 2496 cm³                  | 2496 cm³                  | 2496 cm³                         |
| Kompressionsforhold                            | 19,0:1                    | 19,0:1                    | 19,0:1                    | 19,0:1                       | 18,5:1                       | 18,5:1                       | 18,5:1                    | 18,5:1                    | 19,5:1                           |
| Maks. effekt ved omdr./min.                    | 74 kW (100 hk) /4000      | 85 kW (115 hk) /4000      | 96 kW (130 hk) /4000      | 96 kW (130 hk) /4000         | 114 kW (155 hk) /4000        | 120 kW (163 hk) /4000        | 120 kW (163 hk) /4000     | 120 kW (163 hk) /4000     | 132 kW (180 hk) /4000            |
| Maks. drejningsmoment ved omdr./min.           | 250 Nm /1900              | 285 Nm /1900              | 285 Nm /1750−2500         | 310 Nm /1900                 | 310 Nm /1400−3500            | 310 Nm /1400−3600            | 310 Nm /1400−3600         | 350 Nm /1500−3000         | 370 Nm /1500−2500                |
| Kraftoverførsel                                |                           |                           |                           |                              |                              |                              |                           |                           |                                  |
| Drivende hjul (standardudstyr)                 | Forhjul                   | Forhjul                   | Forhjul                   | Forhjul                      | Forhjul                      | Forhjul                      | Forhjul                   | Forhjul                   | Alle                             |
| Drivende hjul (ekstraudstyr)                   | –                         | –                         | –                         | Alle                         | –                            | –                            | –                         | –                         | –                                |
| Gearkasse, standardudstyr                      | 5-trins manuel            | 5-trins manuel            | 5-trins manuel            | 6-trins manuel               | 6-trins manuel               | 6-trins manuel               | Multitronic               | 6-trins manuel            | 6-trins manuel                   |
| Gearkasse, ekstraudstyr                        | –                         | –                         | –                         | –                            | Multitronic                  | Multitronic                  | –                         | –                         | 6-trins Tiptronic                |
| Præstationer (Limousine)2                      |                           |                           |                           |                              |                              |                              |                           |                           |                                  |
| Topfart                                        | 195 km/t                  | 201 km/t                  | 210 km/t                  | 210 km/t [204 km/t]          | 221 km/t (214 km/t)          | 227 km/t (219 km/t)          | (219 km/t)                | 227 km/t                  | [228 km/t] [(221 km/t)]          |
| Acceleration 0-100 km/t                        | 12,1 sek.                 | 11,2 sek.                 | 9,9 sek.                  | 9,9 sek. [10,1 sek.]         | 9,4 sek. (9,4 sek.)          | 8,9 sek. (8,9 sek.)          | (8,9 sek.)                | 8,9 sek.                  | [8,4 sek.] [(9,4 sek.)]          |
| Brændstofforbrug pr. 100 km ved blandet kørsel | 5,4 liter Diesel          | 5,7 liter Diesel          | 5,5 liter Diesel          | 5,6 liter [6,1 liter] Diesel | 6,8 liter (6,8 liter) Diesel | 6,8 liter (6,8 liter) Diesel | (6,8 liter) Diesel        | 6,8 liter Diesel          | [7,8 liter] [(8,5 liter)] Diesel |
| CO2-udslip ved blandet kørsel                  | 146 g/km                  | 151 g/km                  | 149 g/km                  | 151 g/km [165 g/km]          | 184 g/km (184 g/km)          | 184 g/km (184 g/km)          | (184 g/km)                | 184 g/km                  | [211 g/km] [(230 g/km)]          |
| Præstationer (Avant)2                          |                           |                           |                           |                              |                              |                              |                           |                           |                                  |
| Topfart                                        | 191 km/t                  | 197 km/t                  | 208 km/t                  | 208 km/t [202 km/t]          | 219 km/t (212 km/t)          | 225 km/t (217 km/t)          | (217 km/t)                | 224 km/t                  | [225 km/t] [(220 km/t)]          |
| Acceleration 0-100 km/t                        | 12,5 sek.                 | 11,5 sek.                 | 10,1 sek.                 | 10,1 sek. [10,4 sek.]        | 9,6 sek. (9,7 sek.)          | 9,1 sek. (9,2 sek.)          | (9,2 sek.)                | 9,1 sek.                  | [8,5 sek.] [(9,7 sek.)]          |
| Brændstofforbrug pr. 100 km ved blandet kørsel | 5,4 liter Diesel          | 5,7 liter Diesel          | 5,6 liter Diesel          | 5,7 liter [6,1 liter] Diesel | 7,0 liter (7,0 liter) Diesel | 7,0 liter (7,0 liter) Diesel | (7,0 liter) Diesel        | 7,0 liter Diesel          | [7,8 liter] [(8,7 liter)] Diesel |
| CO2-udslip ved blandet kørsel                  | 146 g/km                  | 154 g/km                  | 151 g/km                  | 150 g/km [165 g/km]          | 189 g/km (189 g/km)          | 189 g/km (189 g/km)          | (189 g/km)                | 189 g/km                  | [211 g/km] [(235 g/km)]          |
| Præstationer (Cabriolet)2                      |                           |                           |                           |                              |                              |                              |                           |                           |                                  |
| Topfart                                        | –                         | –                         | –                         | –                            | –                            | 226 km/t (217 km/t)          | (217 km/t)                | 217 km/t                  | –                                |
| Acceleration 0-100 km/t                        | –                         | –                         | –                         | –                            | –                            | 9,9 sek. (9,9 sek.)          | (9,9 sek.)                | 9,7 sek.                  | –                                |
| Brændstofforbrug pr. 100 km ved blandet kørsel | –                         | –                         | –                         | –                            | –                            | 7,2 liter (7,2 liter) Diesel | (7,2 liter) Diesel        | 7,2 liter Diesel          | –                                |
| CO2-udslip ved blandet kørsel                  | –                         | –                         | –                         | –                            | –                            | 194 g/km (194 g/km)          | (194 g/km)                | 194 g/km                  | –                                |

## Trivia
- Hvor lyset på forgængeren B5 blev tilsluttet ved hjælp af en kontaktarm, foregik det på B6 med en drejekontakt.
- Alle benzinmodeller − med undtagelse af 1,6- og 2,0-litersmodellerne − havde to udstødningsrør, ét til venstre og ét til højre.
- Udstødningsrøret på dieselmodellerne var i modsætning til forgængeren monteret bag den bageste kofanger.
- Brændstoftanken kunne på forhjulstrukne versioner rumme 70 liter. På versioner med firehjulstræk var tanken på grund af den ændrede bagakselkonstruktion mindre og kunne kun rumme 66 liter.
- Baglygterne fra A4 Avant blev i 2009 benyttet af den britiske bilfabrikant Bristol efter ønske fra en kunde til én enkel Blenheim Mk.4.